# Safidia aztecoides
Safidia aztecoides är en fjärilsart som beskrevs av Embrik Strand 1917. Safidia aztecoides ingår i släktet Safidia och familjen nattflyn. Inga underarter finns listade.